# Costa sajona

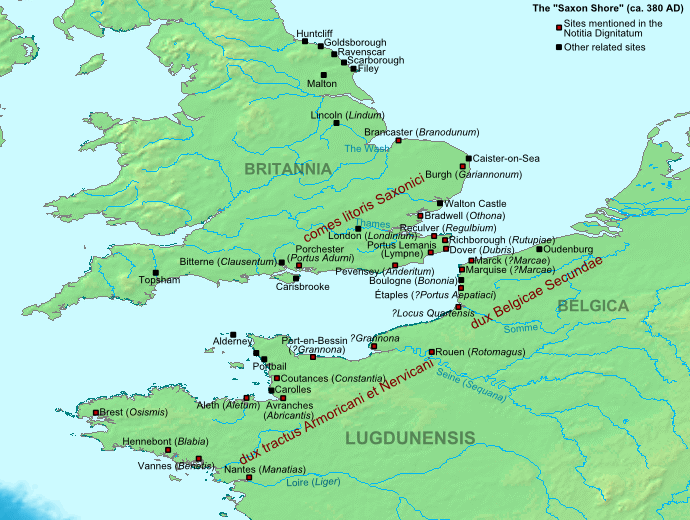
Las fortificaciones y los mandos militares del sistema de la costa sajona se extendían a ambos lados del Canal de la Mancha.

La costa sajona (en latín: Litus Saxonicum) fue un comando militar del Imperio Romano tardío, que constaba de una serie de fortificaciones a ambos lados del Canal de la Mancha. Fue establecido a finales del siglo III y era dirigido por el Conde de la Costa Sajona. A fines del siglo IV, sus funciones se limitaron a Gran Bretaña, mientras que las fortificaciones en la Galia se establecieron como comandos separados. Varios fuertes de la costa sajona sobreviven en el este y sureste de Inglaterra.

## Antecedentes

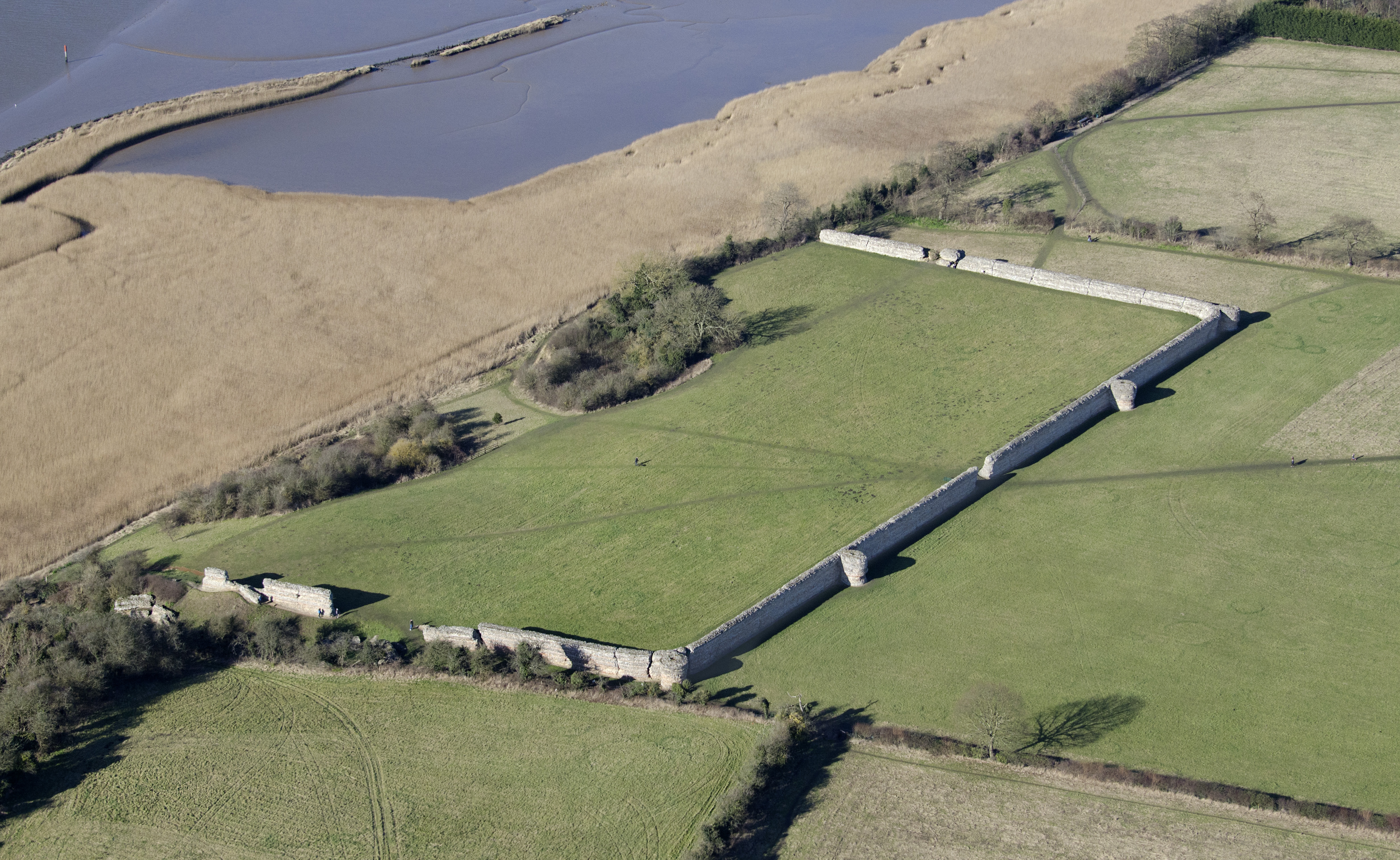
Burgh Castle en Norfolk, visto desde el aire.

Durante la segunda mitad del siglo III, el Imperio romano enfrentó una grave crisis. Internamente, se vio debilitado por las guerras civiles, la sucesión violenta de breves emperadores y la secesión de las provincias, mientras que externamente se enfrentó a una nueva ola de ataques de las tribus bárbaras. La mayor parte de Gran Bretaña había sido parte del imperio desde mediados del siglo I. Estaba protegida de las incursiones en el norte por los muros de Adriano y de Antonino, mientras que también se disponía de una flota de cierto tamaño.

## Significado del término y función

La mampostería romana, con sus bandas distintivas de azulejos romanos, en las paredes del fuerte de Anderitum en la costa sajona, que más tarde se volvió a fortificar como el castillo de Pevensey en Sussex Oriental.

La única referencia contemporánea que poseemos que menciona el nombre "Costa Sajona" se encuentra en la Notitia dignitatum de finales del siglo IV, que enumera a su comandante, el Comes Litoris Saxonici per Britanniam ("Conde de la Costa Sajona en Gran Bretaña"), y da los nombres de los sitios bajo su mando y sus respectivas dotaciones de personal militar. Sin embargo, debido a la ausencia de más pruebas, las teorías han variado entre los estudiosos en cuanto al significado exacto del nombre, y también la naturaleza y el propósito de la cadena de fuertes a los que se refiere.
Se propusieron dos interpretaciones sobre el significado del adjetivo "sajón": una costa atacada por sajones o una costa poblada por sajones. Algunos argumentan que la última hipótesis es apoyada por Eutropio, quien afirma que durante la década de 280 el mar a lo largo de las costas de Bélgica y Armórica estaba "infestado de francos y sajones", y que esa fue la razón por la cual Carausio fue puesto por primera vez a cargo de la flota allí. Sin embargo, Eutropio se refiere a los francos y sajones como invasores marítimos. También recibe al menos un apoyo parcial de los hallazgos arqueológicos, ya que se han encontrado artefactos de un estilo germánico en los entierros, mientras que hay evidencia de la presencia de sajones (aunque en su mayoría reclutas del ejército romano laeti) en algunos números en el sureste de Inglaterra y las costas del norte. de la Galia alrededor de Boulogne-sur-Mer y Bayeux desde mediados del siglo V en adelante. Esto, a su vez, refleja una práctica bien documentada de asentamiento deliberado de tribus germánicas (los francos se convirtieron en foederati en el 358 d. C. bajo el emperador Juliano) para fortalecer las defensas romanas. 
La otra interpretación, apoyada por Stephen Johnson, sostiene que los fuertes cumplían una función de defensa costera contra los invasores marítimos, en su mayoría sajones y francos, y actuaban como bases para las unidades navales que operaban contra ellos. Esta opinión se ve reforzada por la cadena paralela de fortificaciones a través del Canal de la Mancha en las costas del norte de la Galia, que complementaba los fuertes británicos, lo que sugiere un sistema defensivo unificado.
Sin embargo, otros eruditos como John Cotterill consideran que la amenaza que representan los invasores germánicos, al menos en el siglo III y principios del IV, es exagerada. Interpretan la construcción de los fuertes de Brancaster, Caister-on-Sea y Reculver a principios del siglo III y su ubicación en los estuarios de los ríos navegables como indicadores de un papel diferente: puntos fortificados para el transporte y el suministro entre Gran Bretaña y la Galia, sin cualquier relación (al menos en ese momento) con la lucha contra la piratería marítima. Este punto de vista está respaldado por referencias contemporáneas al suministro del ejército de Juliano el Apóstata por parte de César con grano de Britania durante su campaña en la Galia en 359, y su uso como lugares seguros de desembarco por parte de Flavio Teodosio durante la represión de la Gran Conspiración unos años después.
Otra teoría, propuesta por D. A. White, era que el sistema extendido de grandes fuertes de piedra era desproporcionado ante cualquier amenaza de los asaltantes germánicos transportados por mar, y que en realidad fue concebido y construido durante la secesión de Carausio y Alectuo (la revuelta carausiana) en 289- 296, y con un enemigo completamente diferente en mente: debían protegerse contra un intento de reconquista por parte del Imperio. Este punto de vista, aunque ampliamente discutido, ha encontrado apoyo reciente en la evidencia arqueológica en Pevensey, que data la construcción del fuerte a principios de la década de 290.

## Sistema de fuertes

### En Gran Bretaña

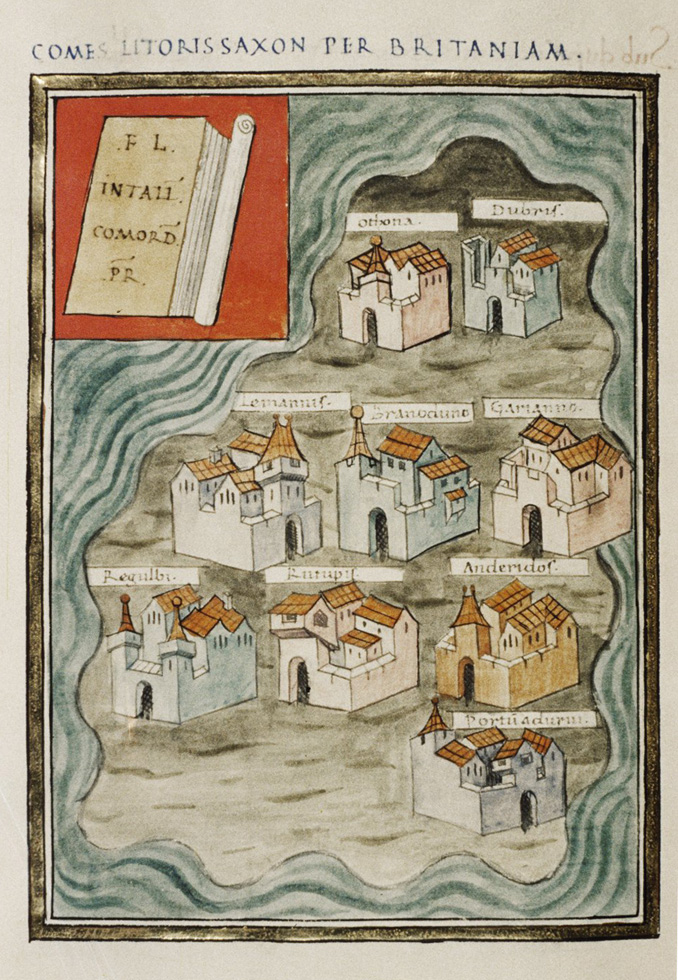
Los nueve fuertes británicos de la costa sajona en Notitia dignitatum. Biblioteca Bodleiana, Oxford.

Los nueve fuertes mencionados en la Notitia dignitatum para Gran Bretaña se enumeran a continuación, de norte a sur, con sus guarniciones:
- branodunum (Brancaster, Norfolk). Uno de los primeros fuertes, que data de la década de 230. Fue construido para proteger los accesos del estuario del Wash y tiene un diseño típico de castrum rectangular.[10] Fue guarnecido por Equites Dalmatae Brandodunenses, aunque existe evidencia que sugiere que su guarnición original era la cohorte I Aquitanorum.[11]
- Gariannonum (castillo de Burgh, Norfolk). Establecido entre 260 y mediados de los 270 para proteger el río Yare (Gariannus Fluvius), fue guarnecido por los Equites Stablesiani Gariannoneses. Aunque existe cierta discusión sobre si este es en realidad el fuerte de Caister, y si se encuentra en la orilla opuesta del mismo estuario que el castillo de Burgh.
- Othona (Bradwell-on-Sea, Essex). Guarnicionado por el Numerus Fortensium.
- Regulbium (Reculver, Kent). Junto con Brancaster, uno de los primeros fuertes, construido en la década de 210 para proteger el estuario del Támesis, también es un castrum.[12] Fue guarnecida por la cohorte I Baetasiorum desde el siglo III.
- Rutupiae (Richborough, Kent), guarnecida por partes de la Legio II Augusta.
- Dubris (Castillo de Dover, Kent), guarnecido por el Milites Tungrecani .
- portus lemanis (Lympne, Kent), guarnecido por el Numerus Turnacensium.
- anderitum (Castillo de Pevensey, Sussex Oriental), guarnecido por el Numerus Abulcorum .
- Portus Adurni (Castillo de Portchester, Hampshire), guarnecido por un Numerus Exploratorum .

Hay algunos otros sitios que claramente pertenecieron al sistema de la rama británica de la costa sajona (los llamados "limes de Wash-Solent"), aunque no están incluidos en la Notitia, como los fuertes en Walton Castle, Suffolk, que ahora se ha hundido en el mar debido a la erosión, y en Caister-on-Sea. En el sur, el castillo de Carisbrooke en la isla de Wight y Clausentum (Bitterne, en la actual Southampton) también se consideran extensiones hacia el oeste de la cadena de fortificación. Otros sitios probablemente conectados con el sistema de la costa sajona son el fuerte hundido en Skegness y los restos de posibles estaciones de señales en Thornham en Norfolk, Corton en Suffolk y Hadleigh en Essex.
Más al norte de la costa, las precauciones tomaron la forma de depósitos centrales en Lindum Colonia (Lincoln) y Malton, con caminos que irradian a las estaciones de señales costeras. Cuando se transmitía una alerta a la base, se podían enviar tropas a lo largo de la carretera. Más arriba en la costa, en North Yorkshire, se construyó una serie de torres de vigilancia costeras (en Huntcliff, Filey, Ravenscar, Goldsborough y Scarborough), que unían las defensas del sur con la zona militar del norte del Muro.

### En la Galia
La Notitia también incluye dos comandos separados para la costa norte de la Galia, los cuales pertenecían al sistema de la Costa Sajona. Sin embargo, cuando se compiló la lista, c. 420 AD
, Gran Bretaña había sido abandonada por las fuerzas romanas. El primer comando controlaba las costas de la provincia Belgica Secunda (aproximadamente entre los estuarios del Escalda y el Somme), bajo el dux Belgicae Secundae con sede en Portus Aepatiaci:
- Marcae (ubicación no identificada cerca de Calais, posiblemente Marquise o Marck), guarnecida por Equites Dalmatae. En la Notitia, junto con Grannona, es el único lugar de la costa gala al que se hace referencia explícita de su ubicación in litore Saxonico.
- Locus Quartensis sive Hornensis (probablemente en la desembocadura del Somme), puerto de la classis Sambrica ("Flota del Somme")
- Portus Aepatiaci (posiblemente Étaples), guarnecido por los milites Nervii.

Aunque no se menciona en la Notitia, el puerto de Gesoriacum o Bononia (Boulogne-sur-Mer), que hasta 296 fue la base principal de la Classis Britannica, también habría pasado a manos del dux Belgicae Secundae.
A este grupo también pertenece la fortaleza romana de Oudemburgo.
Más al oeste, bajo el dux tractus Armoricani et Nervicani, se encontraban principalmente las costas de Armórica, hoy en día Normandía y Bretaña. La Notitia enumera los siguientes sitios:
- Grannona (ubicación en disputa, ya sea en las desembocaduras del Sena o en Port-en-Bessin[17]), la sede del dux, guarnecida por la cohors prima nova Armoricana. En la Notitia, se menciona explícitamente su ubicación in litore Saxonico.
- Rotomagus (Rouen), guarnecido por los milites Ursariensii
- Constantia (Coutances), guarnecida por la legio I Flavia Gallicana Constantia
- Abricantis (Avranches), guarnecida por los milites Dalmati
- Grannona (no se sabe si se trata de una ubicación diferente a la primera Grannona, quizás Granville), guarnecida por los milites Grannonensii
- Aleto o Aletum (Aleth, cerca de Saint-Malo), guarnecida por los milites Martensii
- Osismis (Brest), guarnecida por los milites Mauri Osismiaci
- Blabia (quizás Hennebont), guarnecida por los milites Carronensii
- Benetis (posiblemente Vannes), guarnecido por los milites Mauri Beneti
- Manatias (Nantes), guarnecida por los milites superventores

Además, hay varios otros sitios donde se ha sugerido una presencia militar romana. En Alderney, se sabe que el fuerte conocido como "El Convento" data de la época romana, y el asentamiento en Longy Common ha sido citado como evidencia de un establecimiento militar romano, aunque la evidencia arqueológica allí es, en el mejor de los casos, escasa.

## En la cultura popular
- En 1888, Alfred Church escribió una novela histórica titulada El conde de la costa sajona. Está disponible en línea .
- La banda estadounidense Saxon Shore toma su nombre de la región.
- The Saxon Shore es el cuarto libro de las Crónicas Camulod de Jack Whyte.
- Desde 1980 existe el " Saxon Shore Way ", un sendero costero en Kent que pasa por muchos de los fuertes.
- La obra de teatro de David Rudkin The Saxon Shore tiene lugar cerca del Muro de Adriano cuando los romanos se están retirando de Gran Bretaña.